# Terpna taiwana
Terpna taiwana är en fjärilsart som beskrevs av Alfred Ernest Wileman 1912. Terpna taiwana ingår i släktet Terpna och familjen mätare. Inga underarter finns listade i Catalogue of Life.